# 上腕二頭筋

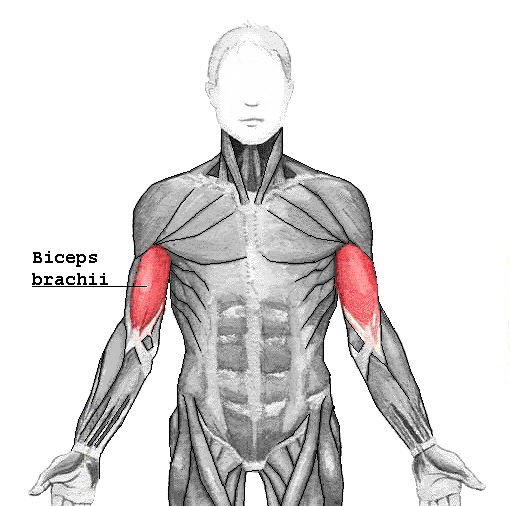
上腕二頭筋（赤い部分）

上腕二頭筋（じょうわんにとうきん、英語: biceps brachii）は人間の上肢の筋肉。肘関節を屈曲した際によく浮き出る筋で通称力こぶと呼ばれている。しばしば上腕二頭筋を見せることは力強い男性のイメージを作り出し、アメリカンコミックのポパイやボディビルのポーズなどによく見られる。
二頭の名の通り起始部が長頭と短頭に分かれている。長頭は肩甲骨関節上結節から起こり、上腕二頭筋長頭腱として関節包内・上腕骨結節間溝を通り、大部分は橈骨粗面に停止する。一部は尺骨の前腕筋膜に停止する。短頭は肩甲骨烏口突起から起こり、停止部は長頭と同様である。
支配神経は腕神経叢の外側神経束の枝である筋皮神経である。
作用としては前腕の屈曲と回外（肘を90°で固定し手のひらを上に向ける動作）を行う。屈曲時には上腕筋、烏口腕筋などと共に協調して働くが、純粋に前腕の屈曲をする主動作筋は上腕筋である。前腕屈曲位の拮抗筋は上腕三頭筋となる。前腕の回外は回外筋、腕橈骨筋などと協調して働く。大部分のドアのノブや螺子が右回りに作られているのは前腕の回外時に出る力が上腕二頭筋によって回内時よりも力が出やすいためである。
上腕二頭筋全体を効率よく鍛える種目はダンベルカールやバーベルカール、短頭を鍛えるにはコンセントレーションカールやプリーチャーベンチカール、長頭ならインクラインカールやインクラインハンマーカールなどが効果的である。他にも、ナローチンニング（懸垂）なども効果的である。